# Большой Монок
Большой Моно́к (хак. Улуғ Нонып) — село в Бейском районе Хакасии. Находится в 60 км к юго-западу от райцентра — села Бея. Расположено на реке Монок (река), у впадения её в реку Абакан.
Большой Монок — одно из старинных русских поселений южно-сибирского  региона. Первое упоминание — в 1741 г., когда Тобольским воеводой принято решение о строительстве двух новых русских крепостей на реках Таштыб и Манок, расположенных на Абаканском участке Русско-китайской пограничной линии. По свидетельству известного учёного–путешественника П.С. Палласа: «…оная деревня Байкалова  названа по имени одного из своих  основателей - красноярского казака Ивана Байкалова, 43-х лет.  Оная деревня из 3-х деревянных изб стоит на правом берегу Абакана у слияния его с речкой Манокъ.  Караул же, означенный  для сих казаков на той же стороне, верст на 15 вёрст  выше по Абакану.  И к нему за горами подъехать нельзя, как разве что верхи (верхом) подъехать…». В 1759 году Монокский (Монуцкий) форпост наряду с другими пограничными постами  был нанесён на топографическую карту — «Атлас полуденной части Сибири», выполненный  поручиком Яковом Уксусниковым. Первоначальное название населенного пункта — «Байкалова деревня — Байкалово». Этот населенный пункт первоначально был назван по фамилии одного из своих основателей красноярского казака Ивана Байкалова, 43 лет от роду, который с 3-мя другими казаками: Василием Ермолаевым, Егором Макаровым и Яковом Терсковым являлись первыми жителями этого казацкого поста.  С 1775 года — Байкалова деревня переименована в форпост Манокъ ( причем употреблялись различные  наименования: деревня Монок -  село Манокъ или Монуцкий форпост - деревня Монуцкая- станица Монокская). Большой Монок. В XVIII—XX веках был одним из казачьих сторожевых постов на южно-сибирской пограничной линии  Русско-китайской границы от станицы Каратуз (Шедатцкая крепость - Саянская крепость (острог) — станица Таштып). К началу 1900-х годов был населен преимущественно служилыми и отставными казаками и небольшим числом "кабинетных", т.е. государственных крестьян и ссыльных разночинцев. В годы гражданской войны в Сибири ( 1918-1922 г.г.) многие местные жители - казаки станицы Манок Минусинского уезда,  были мобилизованы в белую армию адмирала А.В. Колчака. После поражения белогвардейцев ряд из них эмигрировали со своими отступавшими полками за границу, в Маньчжурию и Китай. После объявления амнистии ВЦИК (1921 и 1923 г.г.) некоторые бывшие белогвардейцы вернулись на Родину. На волне всеобщей коллективизации в стране, в 1928-29 году в Моноке местными крестьянами-бедняками было образовано товарищество по совместной обработке земли ТОЗ "Веселый Труд". В 1930 году на его базе власти организовали коллективное хозяйство (колхоз) "Горный Абакан". Первым председателем  колхоза был избран Ф.А.Терских . В 1933 г. Фёдор Алексеевич Терских  был арестован и обвинен в саботаже решений советской власти ( ст. 58 *) и вместе с другими колхозниками и единоличниками репрессирован по политическим мотивам.Известно, что он отбывал срок заключения и  погиб в одном из лагерей "Дальстроя" на Камчатке. Следующим председателем этого колхоза был избран житель Монока Григорий Спиридонович Байкалов. В 1937 г. он также был репрессирован по 58-й ст.  В предвоенные годы (20-30 г.г. прошлого века) многие казаки - коренные жители Большого Монока: Александровы, Байкаловы, Воротниковы, Сипкины,Терских, Чердоковы и др.  были репрессированы советами. Всего репрессировано не менее 96 жителей с. Большой Монок.  Живыми из заключения вернулись лишь 4 жителя села: Байкалов Егор Николаевич, Байкалов Михаил Фёдорович, Терских Иннокентий Алексеевич и Воротников Михаил Никитич. В начальный период  Великой Отечественной войны (1941-42 г.г.) в Большой Монок было переселено несколько ссыльных  немецких семей,  упраздненной  в 1941 году, Республики немцев Поволжья. Это семьи: Брейдер, Крайс, Дорнес, Моор, Детцель, Лехер, Галингер, Гертнер и др.  В Большом Моноке, все военные и послевоенные годы (до начала 1980-х г.) находились контора, автозаправка (АЗС) и  гараж Монокского сплавучастка Абаканской сплавной конторы п\о "Хакаслес". Первоначальное название этого предприятия: "5-я  сплавная дистанция Абаканской рейдовой конторы". Многие жители Большого Монока тех лет зимой трудились в лесозаготовительной сфере в местной тайге, а в весеннее и летнее время они же занимались сплавом леса по реке Абакан из его верховий, с устья реки Ады и до Новостройки (ныне с. Бельтырское Аскизского района), где находился Аскизский ЛПК .  В начале 1977 г. Абаканская сплавконтора по решению Минлеспрома РСФСР и с согласия властей ХАО была ликвидирована. В связи с этим, молевой сплав леса по реке Абакан к 1982 году был полностью прекращен, а рабочие Монокского сплавучастка  были переведены на работу в Аскизский ЛПК. В 1961 году колхоз "Горный Абакан" был реорганизован и в него вошли нерентабельные колхозы из окрестных хакасских улусов Усос и Куенов (по-русски - Куинов) (ныне не существует). На их базе был создан колхоз им. Кирова. На рубеже 60-х годов семьи жителей этого хакасского улуса Куенов (Куинов): Ачитаевы, Чебодаевы, Челтыгмашевы, Сагалаковы, Тахтобины ,Табурчиновы  и др.были переселены на постоянное жительство в Большой Монок. В результате дальнейших реорганизаций это агропредприятие вошло в с\совхоз" Бондаревский" на правах фермы № 4 ( с начала 90-х АО "Бондаревское"). В дальнейшем ликвидировано по решению правления акционеров. Многие хозяйственные постройки: зерновой склад, животноводческие фермы, пилорама, контора предприятия и тд. были разобраны или проданы.
Имеются средняя школа-интернат (1931), ранее здание школьного интерната служило  трахомолечебницей  для жителей соседнего улуса Усть-Сос и Куинов, где в те годы находился крупный очаг этого заболевания; двухклассное церковно-приходское училище открытое местными казаками при местной  церкви (1902-03 г.г.).

## Население
| 2002 | 2010 |
| ---- | ---- |
| 654  | ↘570 |

## Топографические карты
- Лист карты N-46-109. Масштаб: 1 : 100 000. Состояние местности на 1986 год. Издание 1992 г.